# Sæbygård (Volstrup Sogn)
 For alternative betydninger, se Sæbygård. (Se også artikler, som begynder med Sæbygård)
Sæbygaard er en herregård i Volstrup Sogn ved Sæby i Frederikshavn Kommune. Siden 1988 har hovedbygningen været Herregårdsmuseet Sæbygård som en selvejende institution under Sæby Museum og siden 2007 under Nordjyllands Kystmuseum.

## Historie
Sæbygaard hørte i middelalderen under Børglum Bispesæde. Ved reformationen overgik gården til kronen, som ved mageskifte 1560 overlod den til admiral Otte Rud og Pernille Oxe. Admiralen døde i svensk fangenskab, så det var Pernille Oxe, der 1576 byggede et større renæssanceanlæg, men kun den senere kraftigt ombyggede hovedbygning er bevaret. Tårnet, der er muret med de karakteristiske kvadersten, menes at være skabt af den nederlandske bygmester Hercules Midow. 
Hovedbygningen er placeret på et kvadratisk voldsted. Adgangen til bygningen sker fra ladegården mod nord. Broen over voldgraven sat i sten er fra 1800-tallet og erstattede en vindebro af træ. Ladegårdens bygninger er fra 1900-tallet, men deres placering svarer omtrent til de oprindelige fra Pernille Oxes dage.
I efteråret 2023 begyndte restaureringen af den stenbro, som fører over voldgraven til herregården.

## Ejere af Sæbygaard
- (Indtil 1536) Børglum Bispestol
- (1536-1560) Kronen
- (1560-1565) Otte Knudsen Rud
- (1560-1576) Pernille Oxe, gift Rud (enke)
- (1576-1589) Knud Ottesen Rud (søn)
- (1589-1623) Peder Munk (Lange)
- (1623-1638) Sophie Pedersdatter Brahe (enke)
- Malte Sehested
- (1638-1642) Otte Pedersen Brahe (broder)
- (1642-1666) Manderup Brahe (søn)
- (1666-1668) Birgitte Trolle (enke)
- (1668-1682) Niels Juel
- (1682-1698) Holger Pach
- (1698-1723) Elisabeth Bille (enke)
- 1723 Niels Rosenkrantz
- (1723-1735) Lave Beck Arenfeldt (svigersøn)
- (1735-1763) Anne Sophie Pachs (enke)
- (1763) Elisabeth Bille Arenfeldt (datter)
- (1763-1806) Otte Arenfeldt (ægtemand)
- (1806) Mette Johanne Juel Reedtz (sønnedatter af Elisabeth B. Arenfeldts søster)
- (1806-1820) Jens Karl baron Krag-Juel-Vind (ægtemand)
- (1820-1858) Frederik (Frits) Sigfred baron Krag-Juel-Vind-Arenfeldt (søn)
- (1858-1867) Preben baron Krag-Juel-Vind-Arenfeldt (broder)
- (1867-1878) Sophie Cathrine baronesse Krag-Juel-Vind-Arenfeldt (søster)
- (1878-1884) Elisabeth Eleonora Christine baronesse Krag-Juel-Vind-Arenfeldt (søster)
- (1884-1909) Christian Ditlev Adolph Arenfeldt (norske linje af Arenfeldt-slægten)
- (1909-1947) Julius Frederik Arenfeldt (søn)
- 1921 Fri ejendom
- (1947-1981) Julius Frederik Arenfeldt (søn)
- (1981-1988) Julius Frederik Wilhelm Arenfeldt (søn)
- (1988-) Herregårdsmuseet Sæbygaard

## Ekstern henvisning
- Trap Danmark: Sæbygård, Volstrup